# Толстая, Мария Львовна
Графиня Мари́я Льво́вна Толста́я, в замужестве княгиня Оболе́нская (12 [24] февраля 1871, Ясная Поляна, Тульская губерния — 27 ноября [10 декабря] 1906, там же) — русская преподавательница, дочь Льва Николаевича Толстого. С юношеских лет помогала писателю вести корреспонденцию, занималась переводами, выполняла секретарские обязанности. Разделяя взгляды отца, отказалась от светских выездов; много сил отдавала просветительской работе.
Рано уйдя из жизни, Мария Львовна Толстая запомнилась современникам как «хороший человек, не увидевший счастья».

## Характер и образ жизни
Мария Львовна была пятым ребёнком в семье Толстых. В 1873 году Лев Николаевич в письме, адресованном двоюродной тётке, дал краткую характеристику всем своим детям. Марию, которой на тот момент исполнилось два года, Толстой описал как «слабого, болезненного ребёнка» с курчавыми белыми волосами и «странными голубыми глазами»:

Очень умна и некрасива. Это будет одна из загадок. Будет страдать, будет искать, ничего не найдёт; но будет вечно искать самое недоступное.
Спустя десятилетия биограф Толстого Павел Бирюков, хорошо знавший девушку с её отроческих лет, заметил, что не может согласиться со словом «некрасива». Лицо Марии Львовны не ослепляло яркостью красок, но в нём, по словам Бирюкова, была заметна «высокая, духовная красота».
Лучше всех остальных членов семьи Мария представляла себе те высокие идеалы, которым служил отец, и, несмотря на телесную слабость, стремилась навстречу этому свету… Для Марии не существовало грязной, тяжелой, неприятной работы — была только работа необходимая и полезная для окружающих.
Мария Львовна была начитанна, свободно владела несколькими иностранными языками, музицировала. Основы образования ей дали домашние педагоги; позже, сдав экзамен, она получила диплом учительницы и организовала собственную школу, в которой занимались и крестьянские дети, и взрослые. Как вспоминал личный врач Толстого Душан Маковицкий, Марию Львовну знали жители всех окрестных деревень: она лечила тех, кто занемог, навещала вдов и сирот, охотно, несмотря на слабое здоровье, включалась в полевые работы. Её одержимость порой пугала близких, потому что молодая хрупкая женщина ездила по отдалённым населённым пунктам в любую погоду, самостоятельно управляя лошадью и преодолевая снежные заносы.
Свидетельством того, насколько равнодушна Мария Львовна была к комфорту, являются воспоминания Анны Константиновны Чертковой, жены Владимира Черткова; по её словам, когда однажды им с мужем довелось остановиться в московском доме Льва Николаевича, писатель предложил гостям для ночлега комнату Марии Львовны. Это было аскетичное, с низким потолком, лишённое признаков уюта помещение, которое дочь Толстого — единственная в семье — убирала сама, наотрез отказываясь от помощи прислуги.

## Отношения с матерью
Ряд исследователей утверждает, что Марию Львовну связывали с матерью сложные, неровные отношения. Так, в конце 1880-х годов Софья Андреевна жёстко вмешалась в отношения дочери и Павла Бирюкова. Увлёкшись девушкой, он собирался сделать ей предложение. Мария Львовна откликнулась на чувства молодого толстовца. Однако категорический протест Софьи Андреевны, не одобрявшей этого брака, разлучил влюблённых. Бирюков, которому было запрещено приезжать в Ясную Поляну, не виделся с Марией в течение двух лет. В одном из писем публицисту Ивану Горбунову-Посадову девушка признавалась, что её эта ситуация «не перестаёт мучить».
Впоследствии Бирюков женился на своей единомышленнице Павле Шараповой, однако тёплые чувства к Марии Львовне сохранил на всю жизнь. По словам секретаря писателя Валентина Булгакова, написанное Бирюковым предисловие к книге «Отец и дочь. Письма Л. Н. Толстого к М. Л. Толстой» (Цюрих — Лейпциг, 1925) «овеяно духом глубокой, бесконечной и нежной любви к Толстому и его дочери».
Проблемы во взаимоотношениях с матерью стали усугубляться, когда Мария Львовна вместе с сестрой Татьяной подключилась к работе над отцовскими рукописями. Софья Андреевна не пыталась скрыть ревности; в письме, датированном 1890 годом, она сообщила, что отлучение от привычной деятельности вызывает в ней чувство досады: «Бывало, я переписывала, что он писал, и мне это было радостно. Теперь он даёт все дочерям и от меня тщательно скрывает».
Столь же сильное раздражение вызвал в матери отказ Марии от причитающейся ей доли земельного имущества. Раздел участков, произошедший в мае 1891 года, стал тяжёлым испытанием для членов семьи, и дочь-бессребренница, по мнению Софьи Андреевны, «внесла в него лишнюю смуту». Позже, выйдя замуж, Мария Львовна всё-таки согласилась получить своё имение, и этот шаг стал поводом к очередной ссоре. В 1902 году Толстой решил составить завещание; его написание он доверил Маше. Когда Софья Андреевна узнала о распоряжении мужа, её возмущению не было предела: мать считала, что дочь не имела права подключаться к наследственным делам.

                  Отношения между мамой и мной были для меня всегда, с моего детства, 

                  большим несчастьем. Сейчас я иногда играю храбреца, делаю вид — 

                  перед ней и перед собой — будто мне всё равно,

                  будто и не нужно ничего делать; но в глубине души

                  я постоянно сожалею об этом и чувствую,

                  что не могу это просто обойти, что нужно это изменить.

                  Из письма М. Л. Толстой отцу. 17 февраля 1897 года

## Отношения с отцом
В воспоминаниях Ильи Львовича Толстого, брата Марии Львовны, отмечается, что Лев Николаевич редко проявлял нежность по отношению к детям. Единственным человеком в семье, который с детства и до последних дней мог его «приголубить, пригреть», была Маша. Отца подкупали не только её «тёплая естественность» в проявлении дочерней любви, но и «необычайно чуткая и отзывчивая совесть».
Мария Львовна помогала Толстому переписывать тексты, выполняла по его просьбе переводы. Подготовленный ею перевод «Дневника» швейцарского писателя Амиеля был напечатан в журнале «Северный вестник»; в предисловии писатель отдельно отметил, что в работе над произведением участвовала его дочь. Любое общественное начинание Толстого, будь то организация общества трезвости, основание новой школы или помощь беднякам, вызывало в Марии Львовне живой отклик. Когда Лев Николаевич решил помочь одной вдове отремонтировать дом, выяснилось, что для крыши необходим особый соломенный ковёр. Мария с готовностью принялась за работу: собственноручно соткала ковёр, вымочила его в глине и, следуя строительной инструкции, «потоптала голыми ногами». Для дочери графа это был совершенно естественный поступок, отметил наблюдавший за сценой Павел Бирюков.
Когда Толстой с Марией оставались в Ясной Поляне одни, вопросы быта и комфорта отходили на второй план. Навестивший их в один из таких дней помещик А. Цуриков сетовал, что ему был предложен «ужасающий обед из овсянки», после чего добавил: «Нет, без графини туда ездить опасно. Умрешь с голоду». Зато Лев Николаевич, отказавшись от молока, кофе и чая, чувствовал душевное умиротворение; в письме Николаю Страхову он сообщал: «Мы живем в Ясной одни с Машей, и мне так хорошо, так тихо, так радостно-скучно, что не хотелось бы изменять». В другом письме, адресованном Марии (неотправленном и сохранившем пометку «Читай одна»), Толстой признавался:

Из всех семейных ты одна, как ни сильна твоя личная жизнь и её требования, ты одна вполне понимаешь, чувствуешь меня… Не знаю, что от чего: от того ли, что я не могу увлечься работой, чтоб не так больно чувствовать это, или оттого, что я так больно чувствую, я не могу работать, но мне тяжело и хочется сочувствия, чтоб меня поняли и пожалели.

## Замужество. Жизнь в Пирогове
Из родного дома Мария Львовна уехала в 1897 году — после того, как стала женой князя Николая Леонидовича Оболенского, приходившегося ей двоюродным племянником. На первых порах молодая семья жила у мужа в Покровском, позже перебралась в имение Пирогово, расположенное в 35 километрах от Ясной Поляны. Эту деревню Толстой ценил за «особо приятную тишину»; в прежние годы там бывали Тургенев и Фет.
Душан Маковицкий, гостивший у Оболенских в Пирогове в 1905 году, вспоминал, что жизненный уклад в доме был самый простой. Мария Львовна, хоть и жила отдельно от родителей, была по-прежнему включена в дела отца: в день визита Маковицкого она по просьбе Льва Николаевича переводила Карпентера. Идиллию омрачало состояние здоровья Марии: несколько раз за годы своего супружества она пыталась родить ребёнка, но все попытки выносить младенца оказывались неудачными.
Стремясь избавиться от слабости и недугов, Мария Львовна с мужем выезжала на лечение в Крым (1899), дважды (1903, 1906) подолгу отдыхала в швейцарских санаториях. Эти поездки благотворно влияли на самочувствие молодой женщины; в то же время она страдала из-за вынужденной разлуки с отцом. В одном из писем Толстому она признавалась:

Не знаю почему, но всё это время я мысленно возвращаюсь к тому, как мы вместе работали и как много прекрасного пережили, и меня охватывает чувство глубокой благодарности за все твои поучения и за все чудесные воспоминания.

## Болезнь и смерть
Снова и снова думаю о Маше, но с добрыми слезами умиления — не о том думаю, что она потеряна для меня; думаю просто о праздничных мгновениях, прожитых с нею, — благодаря любви к ней.
В ноябре 1906 года Мария Львовна заболела: внезапно резко поднялась температура, появилась боль в плече. Врачи диагностировали воспаление лёгких. Лечили её в Ясной Поляне, однако, по словам Софьи Андреевны, «никакие меры не ослабляли силы болезни». Всю неделю, пока женщина пребывала в полубессознательном состоянии, родители и муж находились рядом; Толстой держал дочь за руку до последних минут.
Илья Львович Толстой, прибывший в Ясную Поляну на следующий день после смерти сестры, вспоминал, что отец «ходил молчаливый, жалкий, напрягая все силы на борьбу со своим личным горем»; общее настроение в доме было «молитвенно-умиротворённое». Софья Андреевна в письме к Татьяне Кузминской сообщала, что во время похорон «проводила Машу до каменных столбов, Лёвочка до конца деревни». Мария Львовна была похоронена недалеко от семейного склепа Толстых при Никольской церкви в Кочаках.
Подлинное осознание утраты, по словам Ильи Львовича, пришло в семью позже. Всякий раз, когда в доме возникала сложная ситуация, кто-нибудь обязательно произносил: «Если бы Маша была жива…». Эта фраза прозвучала и 28 октября 1910 года, когда Лев Толстой покинул Ясную Поляну.